# Michael Gwynn
Michael Gwynn (* 30. November 1916 in Bath, Somerset; † 29. Januar 1976 in London) war ein britischer Schauspieler.

## Leben
Gwynn begann seine Karriere am Theater und spielte ab 1948 in zahlreichen Shakespeare-Produktionen beim Stratford Theatre Festival, darunter Der Widerspenstigen Zähmung neben Anthony Quayle, Maß für Maß neben John Gielgud und Ein Sommernachtstraum neben Harry Andrews. Mitte der 1950er Jahre war er auch in moderneren Stücken wie Arthur Millers Hexenjagd und  Ein Blick von der Brücke zu sehen. Sein Fernsehdebüt hatte er 1952 in der britischen Serie The Three Hostages, sein Filmdebüt erfolgte zwei Jahre später in einer kleinen Nebenrolle in der Frankie Howerd-Komödie  The Runaway Bus. Seine erste größere Rolle spielte er 1957 in Am Rande der Unterwelt, danach wirkte er in kurzer Folge in den drei Hammer-Filmen Die gelbe Hölle, Frankensteins Rache und Vertraue keinem Fremden. Zudem war er 1960 als Major Alan Bernard im Horrorfilm-Klassiker Das Dorf der Verdammten zu sehen.
In den 1960er Jahren spielte er in den Monumentalfilmen Barabbas, Cleopatra und Der Untergang des Römischen Reiches und stellte im Ray Harryhausen-Stop-Motion-Klassiker Jason und die Argonauten den Götterboten Hermes dar. 1970 drehte er seinen vierten und letzten Hammer-Horrorfilm, Dracula – Nächte des Entsetzens mit Christopher Lee in der Titelrolle. Neben seiner Filmkarriere trat er auch häufig in britischen Fernsehproduktionen auf. Er spielte Gastrollen unter anderem in den populären Serien Geheimauftrag für John Drake, Simon Templar und Mit Schirm, Charme und Melone. Zwischen 1972 und 1975 war er in der Agentenserie Spy Trap als Carson zu sehen.
Gwynn verstarb im Alter von 59 Jahren in London.

## Filmografie (Auswahl)

### Film
- 1957: Am Rande der Unterwelt (The Secret Place)
- 1958: Die gelbe Hölle (The Camp on Blood Island)
- 1958: Frankensteins Rache (The Revenge of Frankenstein)
- 1958: Dünkirchen (Dunkirk)
- 1960: Das Dorf der Verdammten (Village of the Damned)
- 1960: Vertraue keinem Fremden (Never Take Sweets from a Stranger)
- 1961: Barabbas (Barabbà)
- 1961: Frage Sieben (Question 7)
- 1961: Leiche auf Urlaub (What a Carve Up!)
- 1963: Cleopatra
- 1963: Jason und die Argonauten (Jason and the Argonauts)
- 1964: Der Untergang des Römischen Reiches (The Fall of the Roman Empire)
- 1967: Die tödlichen Bienen (The Deadly Bees)
- 1970: Dracula – Nächte des Entsetzens (Scars of Dracula)

### Fernsehen
- 1965: Geheimauftrag für John Drake (Danger Man)
- 1965: Simon Templar (The Saint)
- 1966: Der Baron (The Baron)
- 1969: Mit Schirm, Charme und Melone (The Avengers)
- 1969: Randall & Hopkirk – Detektei mit Geist (Randall & Hopkirk (Deceased))
- 1970: Department S
- 1971: Jason King
- 1972: Gene Bradley in geheimer Mission (The Adventurer)
- 1972–1975: Spy Trap
- 1975: Fawlty Towers